# Interlands Engels voetbalelftal 1900-1919
Deze pagina toont een chronologisch en gedetailleerd overzicht van de interlands die het Engels voetbalelftal heeft gespeeld in de periode 1900 – 1919.

## Interlands

### 1900
|                                                                                      |         |                                            |          |                                                                                  |
| 17 maart British Home Championship 1900 № 68 «onderlinge duels» 16:00 uur (UTC–0:25) | Ierland | 0 – 2                                      | Engeland | Lansdowne Road, Dublin Toeschouwers: 8.000 Scheidsrechter: Johnny Marshall (SCO) |
| 17 maart British Home Championship 1900 № 68 «onderlinge duels» 16:00 uur (UTC–0:25) |         | 12' (e.d.) Mick Cochrane 16' Charlie Sagar |          | Lansdowne Road, Dublin Toeschouwers: 8.000 Scheidsrechter: Johnny Marshall (SCO) |

|                                                                                 |                    |       |                    |                                                                                     |
| 26 maart British Home Championship 1900 № 69 «onderlinge duels» 16:00 uur (UTC) | Wales              | 1 – 1 | Engeland           | Cardiff Arms Park, Cardiff Toeschouwers: 20.000 Scheidsrechter: Tom Robertson (SCO) |
| 26 maart British Home Championship 1900 № 69 «onderlinge duels» 16:00 uur (UTC) | Billy Meredith 55' |       | 3' Geoffrey Wilson | Cardiff Arms Park, Cardiff Toeschouwers: 20.000 Scheidsrechter: Tom Robertson (SCO) |

|                                                                                |                                         |       |                   |                                                                               |
| 7 april British Home Championship 1900 № 70 «onderlinge duels» 15:30 uur (UTC) | Schotland                               | 4 – 1 | Engeland          | Celtic Park, Glasgow Toeschouwers: 63.000 Scheidsrechter: James Torrens (IRL) |
| 7 april British Home Championship 1900 № 70 «onderlinge duels» 15:30 uur (UTC) | Robert McColl 1', 25', 44' Jack Bell 6' |       | 35' Steve Bloomer | Celtic Park, Glasgow Toeschouwers: 63.000 Scheidsrechter: James Torrens (IRL) |

### 1901
|                                                                                |                                                    |       |         |                                                                               |
| 9 maart British Home Championship 1901 № 71 «onderlinge duels» 15:00 uur (UTC) | Engeland                                           | 3 – 0 | Ierland | The Dell, Southampton Toeschouwers: 8.000 Scheidsrechter: Tom Robertson (SCO) |
| 9 maart British Home Championship 1901 № 71 «onderlinge duels» 15:00 uur (UTC) | Tommy Crawshaw 9' George Hedley 81' Tip Foster 83' |       |         | The Dell, Southampton Toeschouwers: 8.000 Scheidsrechter: Tom Robertson (SCO) |

|                                                                                 |                                                                           |       |       |                                                                                               |
| 18 maart British Home Championship 1901 № 72 «onderlinge duels» 16:00 uur (UTC) | Engeland                                                                  | 6 – 0 | Wales | St. James' Park, Newcastle upon Tyne Toeschouwers: 11.000 Scheidsrechter: Tom Robertson (SCO) |
| 18 maart British Home Championship 1901 № 72 «onderlinge duels» 16:00 uur (UTC) | Steve Bloomer 38', 60', 71', 74' Ernest Needham 51' (pen.) Tip Foster 72' |       |       | St. James' Park, Newcastle upon Tyne Toeschouwers: 11.000 Scheidsrechter: Tom Robertson (SCO) |

|                                                                                 |                                      |       |                                       |                                                                                 |
| 30 maart British Home Championship 1901 № 73 «onderlinge duels» 15:30 uur (UTC) | Engeland                             | 2 – 2 | Schotland                             | Crystal Palace, Londen Toeschouwers: 18.520 Scheidsrechter: James Torrens (IRL) |
| 30 maart British Home Championship 1901 № 73 «onderlinge duels» 15:30 uur (UTC) | Fred Blackburn 36' Steve Bloomer 80' |       | 48' John Campbell 75' Robert Hamilton | Crystal Palace, Londen Toeschouwers: 18.520 Scheidsrechter: James Torrens (IRL) |

### 1902
|                                                                                |       |       |          |                                                                                     |
| 3 maart British Home Championship 1902 № 74 «onderlinge duels» 15:30 uur (UTC) | Wales | 0 – 0 | Engeland | Racecourse Ground, Wrexham Toeschouwers: 10.000 Scheidsrechter: Tom Robertson (SCO) |
| 3 maart British Home Championship 1902 № 74 «onderlinge duels» 15:30 uur (UTC) |       |       |          | Racecourse Ground, Wrexham Toeschouwers: 10.000 Scheidsrechter: Tom Robertson (SCO) |

|                                                                                      |         |                  |          |                                                                                        |
| 22 maart British Home Championship 1902 № 75 «onderlinge duels» 15:30 uur (UTC–0:25) | Ierland | 0 – 1            | Engeland | Balmoral Showgrounds, Belfast Toeschouwers: 12.000 Scheidsrechter: Tom Robertson (SCO) |
| 22 maart British Home Championship 1902 № 75 «onderlinge duels» 15:30 uur (UTC–0:25) |         | 86' Jimmy Settle |          | Balmoral Showgrounds, Belfast Toeschouwers: 12.000 Scheidsrechter: Tom Robertson (SCO) |

|                                                                              |                                    |       |                                   |                                                                                 |
| 3 mei British Home Championship 1902 № 76 «onderlinge duels» 15:30 uur (UTC) | Engeland                           | 2 – 2 | Schotland                         | Villa Park, Birmingham Toeschouwers: 15.000 Scheidsrechter: James Torrens (IRL) |
| 3 mei British Home Championship 1902 № 76 «onderlinge duels» 15:30 uur (UTC) | Jimmy Settle 65' Albert Wilkes 67' |       | 3' Bobby Templeton 28' Ronald Orr | Villa Park, Birmingham Toeschouwers: 15.000 Scheidsrechter: James Torrens (IRL) |

### 1903
|                                                                                    |                                                         |       |         |                                                                                              |
| 14 februari British Home Championship 1903 № 77 «onderlinge duels» 15:00 uur (UTC) | Engeland                                                | 4 – 0 | Ierland | Molineux Stadium, Wolverhampton Toeschouwers: 24.240 Scheidsrechter: William Nunnerley (WAL) |
| 14 februari British Home Championship 1903 № 77 «onderlinge duels» 15:00 uur (UTC) | Vivian Woodward 19', 52' Jack Sharp 63' Harry Davis 87' |       |         | Molineux Stadium, Wolverhampton Toeschouwers: 24.240 Scheidsrechter: William Nunnerley (WAL) |

|                                                                                |                                   |       |                  |                                                                                  |
| 2 maart British Home Championship 1903 № 78 «onderlinge duels» 15:30 uur (UTC) | Engeland                          | 2 – 1 | Wales            | Fratton Park, Portsmouth Toeschouwers: 5.000 Scheidsrechter: Tom Robertson (SCO) |
| 2 maart British Home Championship 1903 № 78 «onderlinge duels» 15:30 uur (UTC) | Joe Bache 12' Vivian Woodward 78' |       | 54' Mart Watkins | Fratton Park, Portsmouth Toeschouwers: 5.000 Scheidsrechter: Tom Robertson (SCO) |

|                                                                                |                     |       |                                     |                                                                                      |
| 4 april British Home Championship 1903 № 79 «onderlinge duels» 15:30 uur (UTC) | Engeland            | 1 – 2 | Schotland                           | Bramall Lane, Sheffield Toeschouwers: 32.000 Scheidsrechter: William Nunnerley (WAL) |
| 4 april British Home Championship 1903 № 79 «onderlinge duels» 15:30 uur (UTC) | Vivian Woodward 10' |       | 57' Finlay Speedie 59' Bobby Walker | Bramall Lane, Sheffield Toeschouwers: 32.000 Scheidsrechter: William Nunnerley (WAL) |

### 1904
|                                                                                    |                                   |       |                                |                                                                                    |
| 29 februari British Home Championship 1904 № 80 «onderlinge duels» 15:30 uur (UTC) | Wales                             | 2 – 2 | Engeland                       | Racecourse Ground, Wrexham Toeschouwers: 9.000 Scheidsrechter: Tom Robertson (SCO) |
| 29 februari British Home Championship 1904 № 80 «onderlinge duels» 15:30 uur (UTC) | Mart Watkins 15' Lloyd Davies 75' |       | 68' George Davis 77' Joe Bache | Racecourse Ground, Wrexham Toeschouwers: 9.000 Scheidsrechter: Tom Robertson (SCO) |

|                                                                                      |                 |       |                                               |                                                                            |
| 12 maart British Home Championship 1904 № 81 «onderlinge duels» 15:30 uur (UTC–0:25) | Ierland         | 1 – 3 | Engeland                                      | Solitude, Belfast Toeschouwers: 18.000 Scheidsrechter: Tom Robertson (SCO) |
| 12 maart British Home Championship 1904 № 81 «onderlinge duels» 15:30 uur (UTC–0:25) | Jack Kirwan 49' |       | 12' Joe Bache 16' Alf Common 65' George Davis | Solitude, Belfast Toeschouwers: 18.000 Scheidsrechter: Tom Robertson (SCO) |

|                                                                                |           |                   |          |                                                                                   |
| 9 april British Home Championship 1904 № 82 «onderlinge duels» 15:30 uur (UTC) | Schotland | 0 – 1             | Engeland | Celtic Park, Glasgow Toeschouwers: 40.000 Scheidsrechter: William Nunnerley (WAL) |
| 9 april British Home Championship 1904 № 82 «onderlinge duels» 15:30 uur (UTC) |           | 64' Steve Bloomer |          | Celtic Park, Glasgow Toeschouwers: 40.000 Scheidsrechter: William Nunnerley (WAL) |

### 1905
|                                                                                    |                   |       |                           |                                                                                       |
| 25 februari British Home Championship 1905 № 83 «onderlinge duels» 15:00 uur (UTC) | Engeland          | 1 – 1 | Ierland                   | Ayresome Park, Middlesbrough Toeschouwers: 21.700 Scheidsrechter: Tom Robertson (SCO) |
| 25 februari British Home Championship 1905 № 83 «onderlinge duels» 15:00 uur (UTC) | Steve Bloomer 50' |       | 49' (e.d.) Tim Williamson | Ayresome Park, Middlesbrough Toeschouwers: 21.700 Scheidsrechter: Tom Robertson (SCO) |

|                                                                                 |                                             |       |                      |                                                                             |
| 27 maart British Home Championship 1905 № 84 «onderlinge duels» 15:30 uur (UTC) | Engeland                                    | 3 – 1 | Wales                | Anfield, Liverpool Toeschouwers: 26.100 Scheidsrechter: Tom Robertson (SCO) |
| 27 maart British Home Championship 1905 № 84 «onderlinge duels» 15:30 uur (UTC) | Vivian Woodward 55', 88' Stanley Harris 80' |       | 75' Grenville Morris | Anfield, Liverpool Toeschouwers: 26.100 Scheidsrechter: Tom Robertson (SCO) |

|                                                                                |               |       |           |                                                                                     |
| 1 april British Home Championship 1905 № 85 «onderlinge duels» 15:30 uur (UTC) | Engeland      | 1 – 0 | Schotland | Crystal Palace, Londen Toeschouwers: 27.599 Scheidsrechter: William Nunnerley (WAL) |
| 1 april British Home Championship 1905 № 85 «onderlinge duels» 15:30 uur (UTC) | Joe Bache 80' |       |           | Crystal Palace, Londen Toeschouwers: 27.599 Scheidsrechter: William Nunnerley (WAL) |

### 1906
|                                                                                         |         |                                                                       |          |                                                                            |
| 17 februari British Home Championship 1906 № 86 «onderlinge duels» 15:30 uur (UTC–0:25) | Ierland | 0 – 5                                                                 | Engeland | Solitude, Belfast Toeschouwers: 14.063 Scheidsrechter: Tom Robertson (SCO) |
| 17 februari British Home Championship 1906 № 86 «onderlinge duels» 15:30 uur (UTC–0:25) |         | 26', 89' Dicky Bond 32' Arthur Brown 56' Stanley Harris 70' Sammy Day |          | Solitude, Belfast Toeschouwers: 14.063 Scheidsrechter: Tom Robertson (SCO) |

|                                                                                 |       |               |          |                                                                                     |
| 19 maart British Home Championship 1906 № 87 «onderlinge duels» 16:00 uur (UTC) | Wales | 0 – 1         | Engeland | Cardiff Arms Park, Cardiff Toeschouwers: 15.000 Scheidsrechter: Robert Murray (SCO) |
| 19 maart British Home Championship 1906 № 87 «onderlinge duels» 16:00 uur (UTC) |       | 86' Sammy Day |          | Cardiff Arms Park, Cardiff Toeschouwers: 15.000 Scheidsrechter: Robert Murray (SCO) |

|                                                                                |                      |       |                     |                                                                                     |
| 7 april British Home Championship 1906 № 88 «onderlinge duels» 15:30 uur (UTC) | Schotland            | 2 – 1 | Engeland            | Hampden Park, Glasgow Toeschouwers: 102.741 Scheidsrechter: William Nunnerley (WAL) |
| 7 april British Home Championship 1906 № 88 «onderlinge duels» 15:30 uur (UTC) | Jimmy Howie 40', 55' |       | 81' Albert Shepherd | Hampden Park, Glasgow Toeschouwers: 102.741 Scheidsrechter: William Nunnerley (WAL) |

### 1907
|                                                                                    |                    |       |         |                                                                                   |
| 16 februari British Home Championship 1907 № 89 «onderlinge duels» 15:30 uur (UTC) | Engeland           | 1 – 0 | Ierland | Goodison Park, Liverpool Toeschouwers: 22.235 Scheidsrechter: Tom Robertson (SCO) |
| 16 februari British Home Championship 1907 № 89 «onderlinge duels» 15:30 uur (UTC) | Harold Hardman 53' |       |         | Goodison Park, Liverpool Toeschouwers: 22.235 Scheidsrechter: Tom Robertson (SCO) |

|                                                                                 |                   |       |               |                                                                                 |
| 18 maart British Home Championship 1907 № 90 «onderlinge duels» 15:30 uur (UTC) | Engeland          | 1 – 1 | Wales         | Craven Cottage, Londen Toeschouwers: 22.000 Scheidsrechter: Robert Murray (SCO) |
| 18 maart British Home Championship 1907 № 90 «onderlinge duels» 15:30 uur (UTC) | James Stewart 62' |       | 25' Lot Jones | Craven Cottage, Londen Toeschouwers: 22.000 Scheidsrechter: Robert Murray (SCO) |

|                                                                                |                   |       |                       |                                                                                               |
| 6 april British Home Championship 1907 № 91 «onderlinge duels» 15:00 uur (UTC) | Engeland          | 1 – 1 | Schotland             | St. James' Park, Newcastle upon Tyne Toeschouwers: 35.829 Scheidsrechter: Tom Robertson (SCO) |
| 6 april British Home Championship 1907 № 91 «onderlinge duels» 15:00 uur (UTC) | Steve Bloomer 42' |       | 2' (e.d) Bob Crompton | St. James' Park, Newcastle upon Tyne Toeschouwers: 35.829 Scheidsrechter: Tom Robertson (SCO) |

### 1908
|                                                                                         |                  |       |                                                          |                                                                            |
| 15 februari British Home Championship 1908 № 92 «onderlinge duels» 15:30 uur (UTC–0:25) | Ierland          | 1 – 3 | Engeland                                                 | Solitude, Belfast Toeschouwers: 22.600 Scheidsrechter: Tom Robertson (SCO) |
| 15 februari British Home Championship 1908 № 92 «onderlinge duels» 15:30 uur (UTC–0:25) | Denis Hannon 13' |       | 7' George Hilsdon 80' Vivian Woodward 83' George Hilsdon | Solitude, Belfast Toeschouwers: 22.600 Scheidsrechter: Tom Robertson (SCO) |

|                                                                 |                    |       |                                                                                             |                                                                                  |
| 16 maart British Home Championship 1908 № 93 «onderlinge duels» | Wales              | 1 – 7 | Engeland                                                                                    | Racecourse Ground, Wrexham Toeschouwers: 7.000 Scheidsrechter: David Philp (SCO) |
| 16 maart British Home Championship 1908 № 93 «onderlinge duels» | William Davies 90' |       | 18', 70', 80' Vivian Woodward 25' Jimmy Windridge 30' Billy Wedlock 40', 63' George Hilsdon | Racecourse Ground, Wrexham Toeschouwers: 7.000 Scheidsrechter: David Philp (SCO) |

|                                                                                |                 |       |                     |                                                                             |
| 4 april British Home Championship 1908 № 94 «onderlinge duels» 15:30 uur (UTC) | Schotland       | 1 – 1 | Engeland            | Hampden Park, Glasgow Toeschouwers: 121.452 Scheidsrechter: Jim Mason (ENG) |
| 4 april British Home Championship 1908 № 94 «onderlinge duels» 15:30 uur (UTC) | Andy Wilson 27' |       | 75' Jimmy Windridge | Hampden Park, Glasgow Toeschouwers: 121.452 Scheidsrechter: Jim Mason (ENG) |

|                                                                    |                     |       |                                                                                          |                                                                                       |
| 6 juni Vriendschappelijk № 95 «onderlinge duels» 18:00 uur (UTC+1) | Oostenrijk          | 1 – 6 | Engeland                                                                                 | Cricketer Platz, Wenen Toeschouwers: 3.500 Scheidsrechter: Christiaan Groothoff (NED) |
| 6 juni Vriendschappelijk № 95 «onderlinge duels» 18:00 uur (UTC+1) | Willy Schmieger 56' |       | 21', 39' Jimmy Windridge 41' Vivian Woodward 58', 70' George Hilsdon 85' Arthur Bridgett | Cricketer Platz, Wenen Toeschouwers: 3.500 Scheidsrechter: Christiaan Groothoff (NED) |

|                                                                    |                       |        | |                                                                                |
| 8 juni Vriendschappelijk № 96 «onderlinge duels» 18:00 uur (UTC+1) | Oostenrijk            | 1 – 11 | Engeland | Hohe Wartestadion, Wenen Toeschouwers: 5.000 Scheidsrechter: Ede Herczog (HUN) |
| 8 juni Vriendschappelijk № 96 «onderlinge duels» 18:00 uur (UTC+1) | Friedrich Hirschl 78' |        | 4', 41', 55', 84' Vivian Woodward 6' Jimmy Windridge 15' (pen.) Jock Rutherford 19', 72', 85' Frank Bradshaw 66' Ben Warren 73' Arthur Bridgett | Hohe Wartestadion, Wenen Toeschouwers: 5.000 Scheidsrechter: Ede Herczog (HUN) |

|                                                                     |           |                                                                                               |          |                                                                                       |
| 10 juni Vriendschappelijk № 97 «onderlinge duels» 18:00 uur (UTC+1) | Hongarije | 0 – 7                                                                                         | Engeland | Millenáris Sporttelep, Boedapest Toeschouwers: 6.500 Scheidsrechter: Hugo Meisl (AUT) |
| 10 juni Vriendschappelijk № 97 «onderlinge duels» 18:00 uur (UTC+1) |           | 13' Vivian Woodward 28', 48', 71', 88' George Hilsdon 30' Jimmy Windridge 38' Jock Rutherford |          | Millenáris Sporttelep, Boedapest Toeschouwers: 6.500 Scheidsrechter: Hugo Meisl (AUT) |

|                                                                     |         |                                                                        |          |                                                                            |
| 13 juni Vriendschappelijk № 98 «onderlinge duels» 18:00 uur (UTC+1) | Bohemen | 0 – 4                                                                  | Engeland | Stadion Slavii, Praag Toeschouwers: 4.000 Scheidsrechter: John Lewis (ENG) |
| 13 juni Vriendschappelijk № 98 «onderlinge duels» 18:00 uur (UTC+1) |         | 24', 50' (pen.) George Hilsdon 55' Jimmy Windridge 83' Jock Rutherford |          | Stadion Slavii, Praag Toeschouwers: 4.000 Scheidsrechter: John Lewis (ENG) |

### 1909
|                                                                                    |                                                         |       |         |                                                                             |
| 13 februari British Home Championship 1909 № 99 «onderlinge duels» 14:30 uur (UTC) | Engeland                                                | 4 – 0 | Ierland | Park Avenue, Bradford Toeschouwers: 28.000 Scheidsrechter: John Stark (SCO) |
| 13 februari British Home Championship 1909 № 99 «onderlinge duels» 14:30 uur (UTC) | George Hilsdon 50', 87' (pen.) Vivian Woodward 60', 80' |       |         | Park Avenue, Bradford Toeschouwers: 28.000 Scheidsrechter: John Stark (SCO) |

|                                                                  |                                    |       |       |                                                                                    |
| 15 maart British Home Championship 1909 № 100 «onderlinge duels» | Engeland                           | 2 – 0 | Wales | City Ground, West Bridgford Toeschouwers: 11.500 Scheidsrechter: David Philp (SCO) |
| 15 maart British Home Championship 1909 № 100 «onderlinge duels» | George Holley 15' Bert Freeman 42' |       |       | City Ground, West Bridgford Toeschouwers: 11.500 Scheidsrechter: David Philp (SCO) |

|                                                                                 |                     |       |           |                                                                              |
| 3 april British Home Championship 1909 № 101 «onderlinge duels» 15:30 uur (UTC) | Engeland            | 2 – 0 | Schotland | Crystal Palace, Londen Toeschouwers: 23.667 Scheidsrechter: John Stark (SCO) |
| 3 april British Home Championship 1909 № 101 «onderlinge duels» 15:30 uur (UTC) | George Wall 3', 10' |       |           | Crystal Palace, Londen Toeschouwers: 23.667 Scheidsrechter: John Stark (SCO) |

|                                                                     |                                    |       |                                                                                    |                                                                                                  |
| 29 mei Vriendschappelijk № 102 «onderlinge duels» 17:30 uur (UTC+1) | Hongarije                          | 2 – 4 | Engeland                                                                           | Millenáris Sporttelep, Boedapest Toeschouwers: 10.000 Scheidsrechter: Christiaan Groothoff (NED) |
| 29 mei Vriendschappelijk № 102 «onderlinge duels» 17:30 uur (UTC+1) | Ákos Késmárky 44' József Grósz 72' |       | 5' Arthur Bridgett 39' Vivian Woodward 42' Harold Fleming 79' (e.d.) János Weinber | Millenáris Sporttelep, Boedapest Toeschouwers: 10.000 Scheidsrechter: Christiaan Groothoff (NED) |

|                                                                     |                                       |       |                                                                             |                                                                                        |
| 31 mei Vriendschappelijk № 103 «onderlinge duels» 17:30 uur (UTC+1) | Hongarije                             | 2 – 8 | Engeland                                                                    | Millenáris Sporttelep, Boedapest Toeschouwers: 11.000 Scheidsrechter: Hugo Meisl (AUT) |
| 31 mei Vriendschappelijk № 103 «onderlinge duels» 17:30 uur (UTC+1) | Imre Schlosser 47' Árpád Mészáros 78' |       | 3', 44' Harold Fleming 12', 36', 55', 58' Vivian Woodward 17' George Holley | Millenáris Sporttelep, Boedapest Toeschouwers: 11.000 Scheidsrechter: Hugo Meisl (AUT) |

|                                                                     |                  |       |                                                                                 |                                                                                    |
| 1 juni Vriendschappelijk № 104 «onderlinge duels» 17:30 uur (UTC+1) | Oostenrijk       | 1 – 8 | Engeland                                                                        | Hohe Wartestadion, Wenen Toeschouwers: 3.000 Scheidsrechter: Ferenc Schubert (HUN) |
| 1 juni Vriendschappelijk № 104 «onderlinge duels» 17:30 uur (UTC+1) | Leopold Neubauer |       | 25', 48' Vivian Woodward 44' Harold Halse George Holley Harold Halse Ben Warren | Hohe Wartestadion, Wenen Toeschouwers: 3.000 Scheidsrechter: Ferenc Schubert (HUN) |

### 1910
|                                                                                          |                    |       |                    |                                                                          |
| 12 februari British Home Championship 1910 № 105 «onderlinge duels» 15:30 uur (UTC–0:25) | Ierland            | 1 – 1 | Engeland           | Solitude, Belfast Toeschouwers: 8.000 Scheidsrechter: Alex Jackson (SCO) |
| 12 februari British Home Championship 1910 № 105 «onderlinge duels» 15:30 uur (UTC–0:25) | Frank Thompson 43' |       | 51' Harold Fleming | Solitude, Belfast Toeschouwers: 8.000 Scheidsrechter: Alex Jackson (SCO) |

|                                                                                  |       |                |          |                                                                                  |
| 14 maart British Home Championship 1910 № 106 «onderlinge duels» 15:30 uur (UTC) | Wales | 0 – 1          | Engeland | Cardiff Arms Park, Cardiff Toeschouwers: 20.000 Scheidsrechter: John Stark (SCO) |
| 14 maart British Home Championship 1910 № 106 «onderlinge duels» 15:30 uur (UTC) |       | 66' Andy Ducat |          | Cardiff Arms Park, Cardiff Toeschouwers: 20.000 Scheidsrechter: John Stark (SCO) |

|                                                                                 |                                    |       |          |                                                                             |
| 2 april British Home Championship 1910 № 107 «onderlinge duels» 15:30 uur (UTC) | Schotland                          | 2 – 0 | Engeland | Hampden Park, Glasgow Toeschouwers: 106.205 Scheidsrechter: Jim Mason (ENG) |
| 2 april British Home Championship 1910 № 107 «onderlinge duels» 15:30 uur (UTC) | Jimmy McMenemy 20' Jimmy Quinn 32' |       |          | Hampden Park, Glasgow Toeschouwers: 106.205 Scheidsrechter: Jim Mason (ENG) |

### 1911
|                                                                                     |                                     |       |                    |                                                                               |
| 11 februari British Home Championship 1911 № 108 «onderlinge duels» 15:00 uur (UTC) | Engeland                            | 2 – 1 | Ierland            | Baseball Ground, Derby Toeschouwers: 20.000 Scheidsrechter: David Philp (SCO) |
| 11 februari British Home Championship 1911 № 108 «onderlinge duels» 15:00 uur (UTC) | Albert Shepherd 18' Bobby Evans 87' |       | 88' Jimmy MacAuley | Baseball Ground, Derby Toeschouwers: 20.000 Scheidsrechter: David Philp (SCO) |

|                                                                                  |                                          |       |       |                                                                       |
| 13 maart British Home Championship 1911 № 109 «onderlinge duels» 15:30 uur (UTC) | Engeland                                 | 3 – 0 | Wales | The Den, Londen Toeschouwers: 22.000 Scheidsrechter: John Stark (SCO) |
| 13 maart British Home Championship 1911 № 109 «onderlinge duels» 15:30 uur (UTC) | Vivian Woodward 65', 83' George Webb 67' |       |       | The Den, Londen Toeschouwers: 22.000 Scheidsrechter: John Stark (SCO) |

|                                                                                 |                   |       |                   |                                                                                       |
| 1 april British Home Championship 1911 № 110 «onderlinge duels» 15:30 uur (UTC) | Engeland          | 1 – 1 | Schotland         | Goodison Park, Liverpool Toeschouwers: 38.000 Scheidsrechter: William Nunnerley (WAL) |
| 1 april British Home Championship 1911 № 110 «onderlinge duels» 15:30 uur (UTC) | James Stewart 20' |       | 88' Sandy Higgins | Goodison Park, Liverpool Toeschouwers: 38.000 Scheidsrechter: William Nunnerley (WAL) |

### 1912
|                                                                                          |                   |       |                                                                                  |                                                                                |
| 10 februari British Home Championship 1912 № 111 «onderlinge duels» 15:30 uur (UTC–0:25) | Ierland           | 1 – 6 | Engeland                                                                         | Dalymount Park, Dublin Toeschouwers: 15.000 Scheidsrechter: Alex Jackson (SCO) |
| 10 februari British Home Championship 1912 № 111 «onderlinge duels» 15:30 uur (UTC–0:25) | Mickey Hamill 35' |       | 12', 40', 64' Harold Fleming 17' George Holley 50' Bert Freeman 85' Jock Simpson | Dalymount Park, Dublin Toeschouwers: 15.000 Scheidsrechter: Alex Jackson (SCO) |

|                                                                                  |       |                                   |          |                                                                                   |
| 11 maart British Home Championship 1912 № 112 «onderlinge duels» 15:30 uur (UTC) | Wales | 0 – 2                             | Engeland | Racecourse Ground, Wrexham Toeschouwers: 10.000 Scheidsrechter: Tom Dougray (SCO) |
| 11 maart British Home Championship 1912 № 112 «onderlinge duels» 15:30 uur (UTC) |       | 2' George Holley 41' Bert Freeman |          | Racecourse Ground, Wrexham Toeschouwers: 10.000 Scheidsrechter: Tom Dougray (SCO) |

|                                                                                  |                |       |                   |                                                                             |
| 23 maart British Home Championship 1912 № 113 «onderlinge duels» 15:30 uur (UTC) | Schotland      | 1 – 1 | Engeland          | Hampden Park, Glasgow Toeschouwers: 127.307 Scheidsrechter: Jim Mason (ENG) |
| 23 maart British Home Championship 1912 № 113 «onderlinge duels» 15:30 uur (UTC) | Andy Wilson 7' |       | 13' George Holley | Hampden Park, Glasgow Toeschouwers: 127.307 Scheidsrechter: Jim Mason (ENG) |

### 1913
|                                                                                          |                          |       |                    |                                                                               |
| 15 februari British Home Championship 1913 № 114 «onderlinge duels» 15:30 uur (UTC–0:25) | Ierland                  | 2 – 1 | Engeland           | Windsor Park, Belfast Toeschouwers: 20.000 Scheidsrechter: Alex Jackson (SCO) |
| 15 februari British Home Championship 1913 № 114 «onderlinge duels» 15:30 uur (UTC–0:25) | Billy Gillespie 43', 75' |       | 10' Charlie Buchan | Windsor Park, Belfast Toeschouwers: 20.000 Scheidsrechter: Alex Jackson (SCO) |

|                                                                                  |                                                                        |       |                                                      |                                                                             |
| 17 maart British Home Championship 1913 № 115 «onderlinge duels» 15:30 uur (UTC) | Engeland                                                               | 4 – 3 | Wales                                                | Ashton Gate, Bristol Toeschouwers: 8.000 Scheidsrechter: Alex Jackson (SCO) |
| 17 maart British Home Championship 1913 № 115 «onderlinge duels» 15:30 uur (UTC) | Harold Fleming 27' Eddie Latheron 30' Joe McCall 35' Harry Hampton 55' |       | 10' Walter Davis 52' Billy Meredith 70' Ernest Peake | Ashton Gate, Bristol Toeschouwers: 8.000 Scheidsrechter: Alex Jackson (SCO) |

|                                                                                 |                   |       |           |                                                                                 |
| 5 april British Home Championship 1913 № 116 «onderlinge duels» 15:30 uur (UTC) | Engeland          | 1 – 0 | Schotland | Stamford Bridge, Londen Toeschouwers: 52.500 Scheidsrechter: Alex Jackson (SCO) |
| 5 april British Home Championship 1913 № 116 «onderlinge duels» 15:30 uur (UTC) | Harry Hampton 37' |       |           | Stamford Bridge, Londen Toeschouwers: 52.500 Scheidsrechter: Alex Jackson (SCO) |

### 1914
|                                                                                     |          |                                         |         |                                                                                      |
| 14 februari British Home Championship 1914 № 117 «onderlinge duels» 15:00 uur (UTC) | Engeland | 0 – 3                                   | Ierland | Ayresome Park, Middlesbrough Toeschouwers: 25.000 Scheidsrechter: Alex Jackson (SCO) |
| 14 februari British Home Championship 1914 № 117 «onderlinge duels» 15:00 uur (UTC) |          | 5', 80' Billy Lacey 36' Billy Gillespie |         | Ayresome Park, Middlesbrough Toeschouwers: 25.000 Scheidsrechter: Alex Jackson (SCO) |

|                                                                                  |       |                                 |          |                                                                           |
| 16 maart British Home Championship 1914 № 118 «onderlinge duels» 15:30 uur (UTC) | Wales | 0 – 2                           | Engeland | Ninian Park, Cardiff Toeschouwers: 17.586 Scheidsrechter: Jim Mason (ENG) |
| 16 maart British Home Championship 1914 № 118 «onderlinge duels» 15:30 uur (UTC) |       | 50' Joe Smith 70' Billy Wedlock |          | Ninian Park, Cardiff Toeschouwers: 17.586 Scheidsrechter: Jim Mason (ENG) |

|                                                                                 |                                                       |       |                    |                                                                                   |
| 4 april British Home Championship 1914 № 119 «onderlinge duels» 15:00 uur (UTC) | Schotland                                             | 3 – 1 | Engeland           | Hampden Park, Glasgow Toeschouwers: 105.000 Scheidsrechter: Herbert Bamlett (ENG) |
| 4 april British Home Championship 1914 № 119 «onderlinge duels» 15:00 uur (UTC) | Charles Thomson 2' Jimmy McMenemy 50' Willie Reid 67' |       | 15' Harold Fleming | Hampden Park, Glasgow Toeschouwers: 105.000 Scheidsrechter: Herbert Bamlett (ENG) |

### 1919
|                                                                                       |                  |       |              |                                                                              |
| 25 oktober British Home Championship 1919/20 № 120 «onderlinge duels» 15:00 uur (UTC) | Ierland          | 1 – 1 | Engeland     | Windsor Park, Belfast Toeschouwers: 30.000 Scheidsrechter: Tom Dougray (SCO) |
| 25 oktober British Home Championship 1919/20 № 120 «onderlinge duels» 15:00 uur (UTC) | Jimmy Ferris 70' |       | 1' Jack Cock | Windsor Park, Belfast Toeschouwers: 30.000 Scheidsrechter: Tom Dougray (SCO) |

FA · A-internationals · Selecties · Bondscoaches · Engels vrouwenelftal · Brits olympisch elftal · Engeland -21 · Engeland -20 · Engeland -19 · Engeland -18 · Engeland -17 · Engeland -16 · Vrouwen -17
1872 – 1899 ·
1900 – 1919 ·
1920 – 1929 ·
1930 – 1939 ·
1940 – 1949 ·
1950 – 1959 ·
1960 – 1969 ·
1970 – 1979 ·
1980 – 1989 ·
1990 – 1999 ·
2000 – 2009 ·
2010 – 2019 ·
2020 − 2029
EK's: 1968 ·
1980 ·
1988 ·
1992 ·
1996 ·
2000 ·
2004 ·
2012 · 
2016 · 
2020 · 
2024
WK's: 1950 ·
1954 ·
1958 ·
1962 ·
1966 ·
1970 ·
1982 ·
1986 ·
1990 ·
1998 ·
2002 ·
2006 ·
2010 ·
2014 ·
2018 · 
2022
Albanië ·
Algerije ·
Andorra ·
Argentinië ·
Australië ·
Azerbeidzjan ·
België ·
Bosnië en Herzegovina ·
Brazilië ·
Bulgarije ·
Canada ·
Chili ·
China ·
Colombia ·
Costa Rica ·
Cyprus ·
Denemarken ·
DDR · 
Duitsland ·
Ecuador ·
Egypte ·
Estland ·
Finland ·
Frankrijk ·
Georgië ·
Ghana ·
GOS ·
Griekenland ·
Honduras ·
Hongarije ·
Ierland ·
IJsland · 
Iran ·
Israël ·
Italië ·
Ivoorkust ·
Jamaica ·
Japan ·
Joegoslavië ·
Kameroen ·
Kazachstan ·
Koeweit ·
Kosovo ·
Kroatië ·
Liechtenstein ·
Litouwen ·
Luxemburg ·
Maleisië ·
Malta ·
Marokko ·
Mexico ·
Moldavië ·
Montenegro ·
Nederland ·
Nieuw-Zeeland ·
Nigeria ·
Noord-Ierland ·
Noord-Macedonië ·
Noorwegen ·
Oekraïne ·
Oostenrijk ·
Panama · 
Paraguay ·
Peru · 
Polen ·
Portugal ·
Roemenië ·
Rusland ·
San Marino · 
Saoedi-Arabië ·
Schotland ·
Senegal ·
Servië ·
Servië en Montenegro · 
Slovenië ·
Slowakije ·
Sovjet-Unie ·
Spanje ·
Trinidad en Tobago ·
Tsjechië ·
Tsjecho-Slowakije ·
Tunesië ·
Turkije ·
Uruguay ·
Verenigde Staten ·
Wales ·
Wit-Rusland ·
Zuid-Afrika ·
Zuid-Korea ·
Zweden ·
Zwitserland
Algerije (2010) · 
Argentinië (1986) · 
Argentinië (1998) · 
Argentinië (2002) · 
België (1990) · 
België (2018, 1) · 
België (2018, 2) · 
Brazilië (2002) · 
Colombia (1998) ·
Colombia (2018) ·
Costa Rica (2014) ·
Denemarken (2002) ·
Denemarken (2021) · 
Duitsland (2000) ·
Duitsland (2010) ·
Duitsland (2021) ·
Ecuador (2006) ·
Egypte (1990) ·
Frankrijk (1982) ·
Frankrijk (2012) ·
Frankrijk (2022) ·
Ierland (1990) · 
IJsland (2016) ·
Italië (1990) · 
Italië (2012) · 
Italië (2014) · 
Italië (2021) · 
Kameroen (1990) · 
Koeweit (1982) · 
Kroatië (2018) ·
Kroatië (2021) · 
Marokko (1986) · 
Nederland (1990) · 
Nigeria (2002) · 
Oekraïne (2012) · 
Oekraïne (2021) ·
Panama (2018) · 
Paraguay (1986) · 
Paraguay (2006) · 
Polen (1986) · 
Portugal (1986) · 
Portugal (2000) · 
Portugal (2006) · 
Roemenië (1998) ·
Roemenië (2000) ·
Rusland (2016) ·
Schotland (2021) ·
Senegal (2022) ·
Slovenië (2010) ·
Slowakije (2016) ·
Spanje (1982) ·
Spanje (2024) ·
Trinidad en Tobago (2006) ·
Tsjechië (2021) ·
Tsjecho-Slowakije (1982) ·
Tunesië (1998) ·
Tunesië (2018) ·
Uruguay (2014) ·
Verenigde Staten (2010) ·
Wales (2016) · 
West-Duitsland (1966) ·
West-Duitsland (1982) ·
West-Duitsland (1990) ·
Zweden (2002) ·
Zweden (2006) · 
Zweden (2012)
België · Bohemen · Denemarken · Duitsland · Engeland · Finland · Frankrijk · Hongarije · Ierland · Italië · Luxemburg · Nederland · Noorwegen · Oostenrijk · Rusland · Schotland · Wales · Zweden · Zwitserland